# Femeia
«Femeia» (Фемея, рум. Женщина) — румынский ежемесячный общественно-политический и литературно-художественный женский журнал. Редакция журнала находится в Бухаресте. Является первым журналом для женщин в Румынии.

## История
Основан в 1876 году, за год до провозглашения независимости Румынии под названием «Femeia română: ziarul social, literar şi casnic» (с рум. — «Румынская женщина: социальный, литературный и бытовой журнал»). Его основателями была группа женщин во главе с Марией Флехтенмахер. До 1881 года выходил дважды в неделю.
Занимал разные политические позиции. Изначально журнал придерживался феминистского подхода, что сделало его одним из первых румынских изданий, посвященных женщинам. Лозунгом журнала был «Свобода через свет» (рум. Libertate prin lumină!). Публиковал важные события для женщин, в частности о Первом международном конгрессе по правам женщин, состоявшемся в Париже в 1878 году. Журнал была одним из сторонников создания женских объединений в Соединенном княжестве Молдавии и Валахии.
В 1946 году журнал был переименован в «Femeia Muncitoare» (с рум. — «Женщина-работница»), став одним из пропагандистских изданий коммунистического правительства. Был официальным печатным органом Национального совета женщин и часто сообщал о решениях РКП по женским вопросам. Журнал выходил ежемесячно.
Журнал «Femeia» исполнял пропагандистскую роль до 1990-х годов, как и ориентированный на женщин журнал «Săteanca» (с рум. — «Крестьянка»). По содержанию, макету и строгой коммунистической идеологии журнал ещё с 1960-х годов был имитацией советского женского журнала «Работница». Со временем «Femeia» выработала собственную политическую позицию и дизайн, которые стали отражением изменений в идеологии Румынской коммунистической партии. Таким образом, между 1960 и 1965 годами журнал поддерживался гораздо более мягкой коммунистической идеологии. С 1965 по 1972 год Femeia сосредоточилась на космополитизме, но затем между 1972 и 1979 годами вернулась к своей предыдущей позиции коммунистической идеологии. В 1980—1989 годах журнал занял гораздо более жесткую коммунистическую позицию.
В 2006 году лицензия на публикацию «Femeia» была приобретена компанией Sanoma, и журнал был стал выходить, как ежемесячный. Целевой аудиторией журнала являются женщины в возрасте от 25 до 45 лет. Журнал преимущественно публикует статьи о моде, красоте, украшениях для дома и хобби. Sanoma Hearst Romania, издатель журнала, утверждает, что в 2008 году журнал «Femeia» имел 459 000 читателей.
В третьем квартале 2009 года было продано в среднем около 24 263 экземпляров.